# Parafia St. Landry
Parafia St. Landry (ang. St. Landry Parish, fr. Paroisse de Saint-Landry) – parafia cywilna w stanie Luizjana w Stanach Zjednoczonych. Obszar całkowity parafii obejmuje powierzchnię 938,98 mil2 (2 431,96 km²). Według danych z 2010 r. parafia miała 83 384 mieszkańców. Parafia powstała w 1807 roku i nosi imię św. Landeryka, biskupa Paryża.

## Sąsiednie parafie
- Parafia Avoyelles (północ)
- Parafia Pointe Coupee (wschód)
- Parafia St. Martin (południowy wschód)
- Parafia Lafayette (południe)
- Parafia Acadia (południowy zachód)
- Parafia Evangeline (północny zachód)

## Miasta
- Arnaudville
- Eunice
- Grand Coteau
- Krotz Springs
- Leonville
- Melville
- Opelousas
- Port Barre
- Sunset
- Washington

## Wioski
- Cankton
- Palmetto

## CDP
- Lawtell